# Raymond Matzen

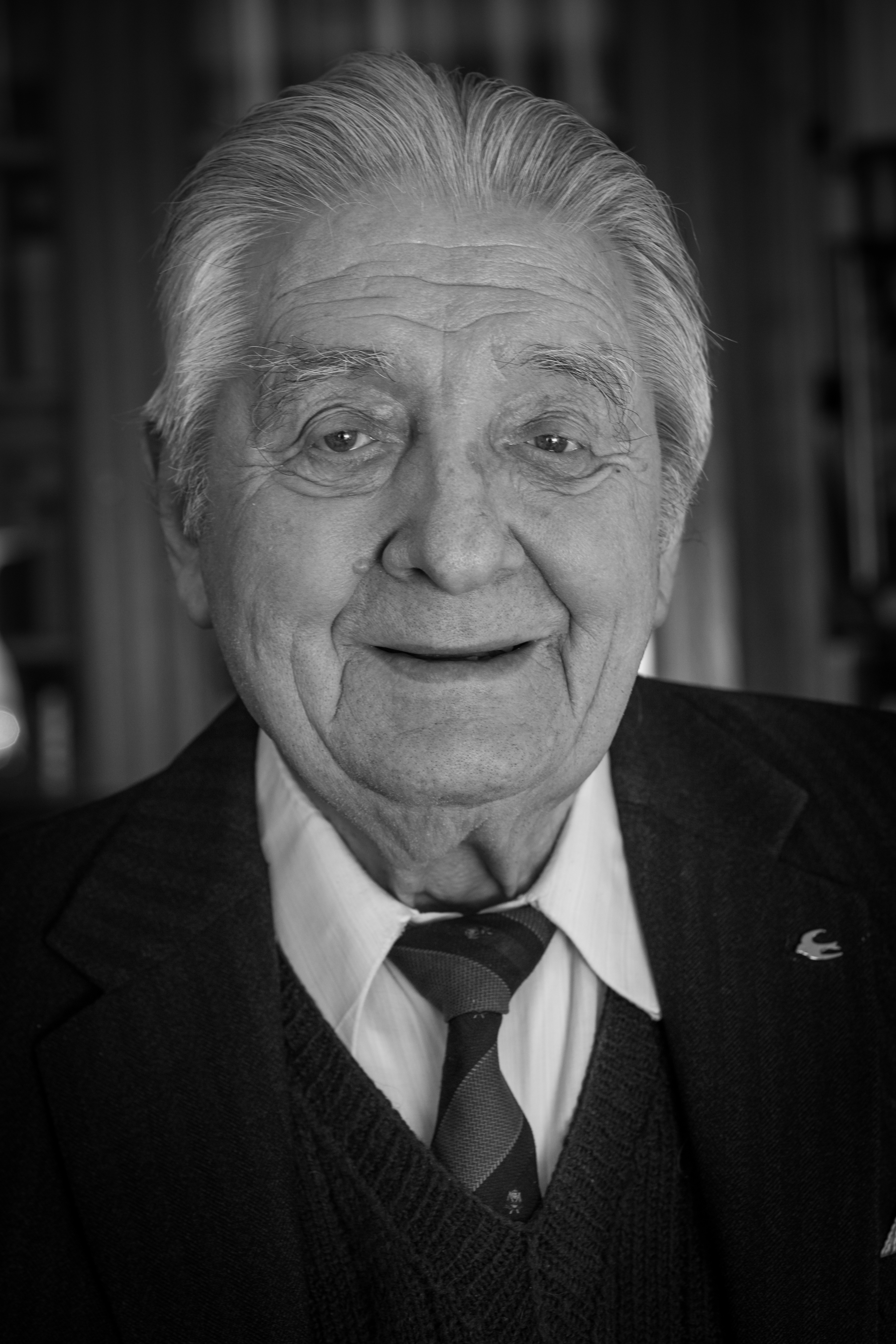
Raymond Matzen (März 2014)

Raymond Matzen (* 21. Februar 1922 in Straßburg; † 8. August 2014 ebenda) war ein elsässischer französischer mehrsprachiger Dichter und Linguist.
Matzen stammt aus einer bäuerlich-dörflichen Familie des Unterelsass und ist mit dem elsässischen Dialekt als Muttersprache aufgewachsen. Er hat an den Universitäten Straßburg, Freiburg und Paris Germanistik, Linguistik und Dialektologie studiert. 1957 legte er die Prüfung als Magister ab, wurde 1960 wissenschaftlicher Mitarbeiter an der Universität Straßburg und hat dort das Dialektologische Institut geleitet.
Neben seinen wissenschaftlichen Arbeiten trat Matzen auch als Dichter hervor. Er hat zahlreiche Gedichte auf Deutsch und Französisch, vor allem jedoch im Straßburger Dialekt geschrieben.

## Ehrungen
- 1981: „Hebeldank“ des Hebelbundes Lörrach

## Schriften
- Elsässischer Sprachatlas. hrsg. mit Ernest Beyer. 1969.
- Dichte isch bichte. Gedichte in Straßburger Mundart. Kehl/Strasbourg/Basel 1982.
- Neue alemannische Mundartdichtung. Morstadt Verlag, Kehl 1983.
- Wie geht’s? Le dialecte à la portée de tous – Vocabulaire, lexique et grammaire de l’alsacien. hrsg. mit Léon Daul. 1993.
- Der Markgräfler Hermann Burte und der Sundgauer Nathan Katz. In: Geschichtsverein Markgräflerland e.V. (Hrsg.): Das Markgräfler-Land. Band 2/1999, Schopfheim 1999.
- mit Daniel Steiner: D’Güet Noochricht. Les Quatre Évangiles en Dialècte Alsacien. Éditions du Signe, 2007.
- Georges Zink: Raymond Matzen – Lehrer, Forscher und Dichter. In: Raymond Matzen: Dichte isch bichte. Gedichte in Straßburger Mundart. Kehl/ Strasbourg/ Basel 1982.
- Carola Horstmann: Der Browser wird zum "Webschnuffler". In: Badische Zeitung. 10. November 2006.